# Kriss Akabusi
Kriss Kezie Uchechukwu Duru Akabusi (Paddington, 28 novembre 1958) è un ex ostacolista e velocista britannico, insignito del titolo di cavaliere dell'Ordine dell'Impero Britannico nel 1992.

## Progressione

### 400 metri ostacoli
| Stagione | Risultato | Luogo      | Data         | Rank. Mond. |
| -------- | --------- | ---------- | ------------ | ----------- |
| 1987     | 48"64     | Roma       | 31 agosto    |             |
| 1988     | 48"69     | Seul       | 25 settembre |             |
| 1991     | 47"86     | Tokyo      | 27 agosto    |             |
| 1992     | 47"82     | Barcellona | 6 agosto     |             |
| 1993     | 49"04     | Monaco     | 7 agosto     |             |

## Palmarès
| Anno | Manifestazione       | Sede        | Evento                | Risultato  | Prestazione | Note |
| ---- | -------------------- | ----------- | --------------------- | ---------- | ----------- | ---- |
| 1983 | Coppa Europa         | Londra      | Staffetta 4×400 metri | Oro        | 3'02"28     |      |
| 1984 | Giochi Olimpici      | Los Angeles | Staffetta 4×400 metri | Argento    | 2'59"13     |      |
| 1984 | Giochi Olimpici      | Los Angeles | 400 metri piani       | semifinali | 45"69       |      |
| 1985 | Coppa Europa         | Mosca       | Staffetta 4×400 metri | Bronzo     | 3'03"31     |      |
| 1987 | Campionati del mondo | Roma        | 400 metri ostacoli    | 7º         | 48"74       |      |
| 1988 | Giochi Olimpici      | Seul        | 400 metri ostacoli    | 6º         | 48"69       |      |
| 1991 | Campionati del mondo | Tokyo       | 400 metri ostacoli    | Bronzo     | 47"86       |      |
| 1992 | Giochi Olimpici      | Barcellona  | 400 metri ostacoli    | Bronzo     | 47"86       |      |

## Altre competizioni internazionali
1989
- Coppa Europa di atletica leggera ( Gateshead)